# Armand Séville
Amand-Victor Séville dit Armand Séville ou Armand, mort dans l'ancien 6e arrondissement de Paris le 1er août 1847, est un journaliste, romancier, chansonnier, poète et auteur dramatique français.

## Biographie
Collaborateur du Journal de Paris, membre des Soupers de Momus, un des fondateurs des Enfants du Caveau (1834) ou Société des Joyeux, dont il devient secrétaire général, rédacteur en chef du Mentor (1824), ses pièces ont été représentées sur les plus grandes scènes parisiennes du XIXe siècle : Théâtre du Vaudeville, Théâtre de la Gaîté, etc.
Il écrivit ses romans sous le pseudonyme de Pascal Thorre.

## Œuvres
- Le Quaterne, vaudeville en un acte, en prose, 1801
- Le Café du ventriloque, folie-vaudeville en 1 acte, en prose, 1804
- Un quart d'heure dramatique, folie-vaudeville, 1805
- J'essaie, monologue mêlé de vaudevilles, 1805
- Le Porte-feuille galant, recueil dédié aux dames, 1805
- Le Dernier Bulletin, ou la Paix, impromptu mêlé de vaudevilles, 1806
- Métusko, ou les Polonais, mélodrame en 3 actes, à spectacle, 1808
- Grammaire française, avec Charles François Lhomond, 1811
- Laissez-moi faire, ou la Soubrette officieuse, vaudeville en 1 acte, 1813
- Précis de l'histoire de France, depuis l'établissement de la monarchie jusqu'au règne de Napoléon Ier, 1813
- Salut au Roi, avec Casimir Ménestrier et Paul Ledoux, 1814
- L'Élan du cœur, hommage au roi Louis XVIII, avec Ménestrier, 1814
- Chansonnier des joyeux, 1814
- L'Habit de cour, ou le Moraliste de nouvelle étoffe, 1815
- Elémens de la grammaire Française, avec Lhomond, 1817
- La Liquidation, comédie-vaudeville en 1 acte et en prose, avec Benjamin Antier, 1826
- La Famille Girard, ou les Prisonniers français, tableau militaire-anecdote en 1 acte, avec Louis Portelette, 1826
- Le Forçat libéré, mélodrame en trois actes, avec Francis Cornu, 1829
- Les Bariolés, roman, 2 vols., 1833
- L'Orme aux loups, roman, 1834